# Natura 2000-område nr. 190 Kims Ryg og den kinesiske mur
Natura 2000-område nr. 190 Kims top og den kinesiske mur er et havareal i Kattegat,  uden for 12-sømilegrænsen og op til den dansk-svenske grænse, hvor den fortsætter på den svenske side i habitatområdet Fladen. Hele Natura 2000-området har et samlet areal på  26.217 ha, udelukkende hav. Det  består af et habitatområde (H165).
Natura 2000-området indgår ikke   i vandplanomådernee i Havstrategidirektivets marin-atlantiske region.

## Områdebeskrivelse
Området er udpeget  for at beskytte de to marine naturtyper stenrev og
sandbanker, samt boblerev og den lille hval marsvin.  Området er en del af et af de vigtigste områder for marsvin i Nordsøen og Skagerrak. 
Området har en meget varierende  vanddybder, fra omkring 6 meter langs den vestlige del af området og helt ned til 130 m i centrale dele. Dybe kanaler  adskiller Kims Top og den kinesiske mur i forskellige ”øer” af stenrev. Stenrevene er ofte omgivet af områder med sand, grus og småsten. Grovkornet sedimenter og sand danner sandbanker på de lavvandede
områder. Der er ikke verificeret boblerev i området, men beliggenheden og bundforholdene er typiske for
tilstedeværelse af boblerev. 
Sandbankerne findes primært i områdets nordlige og vestlige ende. I den nordlige del findes sandbankerne på ca.
19-22 m dybde. Sandbanken i den vestlige del af ligger på lavere vand ca. 8-12 m dybde. Der er kortlagt 139 ha af naturtypen sandbanke i området.
Der er i alt kortlagt lidt over 1700 ha med naturtypen rev i området. Centralt i området ligger
stenrevet Kims Top, revet består af flere selvstændige strukturer med sandede partier imellem.
Revdybden  varierer fra 14-22 m og der findes elementer af huledannelser fordelt på
alle dybder og over 75 % af stenene er over 30 cm og en stor andel er endda over 60 cm.